# Системин
Системинът е фитохормон, който е свързан със защитната реакция на растението от рани. Системинът индуцира производството на протеазни инхибитори които се използват за защита на тревопасните животни от насекоми.
Първоначално системинът е открит в листата на доматите. Действието му в доматите се изразява в защита на растението аналогично на възпалителната защита при животните и може да бъде спрян от сурамин. Смята се, че системинът играе роля в развитието на растенията.
Гените, отговорни за продукцията на системин (или просистемина) освен в доматите се срещат още в пипера и черното кучешко грозде.